# Détroit de Tsugaru
Le détroit de Tsugaru (津軽海峡, Tsugaru kaikyō) est un détroit situé en mer du Japon et séparant les îles de Honshū et Hokkaidō au Japon. Long de 100 km, il communique à son extrémité est avec l'océan Pacifique. Le tunnel du Seikan passe en dessous de ce détroit, à l'endroit où sa largeur est la moins importante (19,5 km). La profondeur du détroit oscille entre 140 et 200 mètres Dans le passé, des ferrys permettaient de franchir le détroit en environ quatre heures. Le tunnel permet de traverser en moins de cinquante minutes. En 1954, l'accident du ferry Toya Maru sur le détroit causa la mort de 1 159 passagers.
Thomas Blakiston (1832-1891), un naturaliste et explorateur anglais, remarqua le premier que la faune d'Hokkaidō, au nord, est liée à celle de l'Asie du Nord, tandis que celle d'Honshu, au sud, est liée à celle de l'Asie du Sud. Le détroit de Tsugaru est donc considéré comme une frontière zoogéographique, connue sous le nom de « ligne Blakiston ».
Le 20 juillet 2019, Emma-Claire Fierce devient la première Française à effectuer la traversée du détroit à la nage en maillot de bain en 9 h 51 min.